# Atlantis Is Calling (S.O.S. for Love)
«Atlantis Is Calling (S.O.S. for Love)» (en español, «Atlántida está llamando (S.O.S. por amor)») es el segundo sencillo del tercer álbum de Modern Talking Ready for Romance, y el quinto consecutivo en alcanzar el N.º 1 del chart alemán (4 semanas), después de You're my heart, you're my soul, You can win if you want, Cheri Cheri Lady y Brother Louie. Así iguala el récord de Boney M de colocar cinco N.º 1 consecutivos en el chart alemán.

## Certificaciones
Por sus ventas el sencillo ganó disco de oro en Bélgica.

## Sencillos
7" Single Hansa 108 239	1986
1. 	Atlantis Is Calling (S.O.S. For Love)		3:49
2. 	Atlantis Is Calling (S.O.S. For Love) (Instrumental)		3:59
12" Single Hansa 608 239	1986
1. 	Atlantis Is Calling (S.O.S. For Love) (Versión extendida)		5:21
2. 	Atlantis Is Calling (S.O.S. For Love) (Instrumental)		3:54
12" Single UK PT 40970	1986
1. 	Atlantis Is Calling (S.O.S. For Love) (Versión extendida)		5:23
2. 	You're My Heart, You're My Soul (Versión extendida)		5:36
3.      With A Little Love (Long Version)                            5:17

## Posicionamiento
El sencillo permaneció 14 semanas en el chart alemán desde el 8 de junio de 1986 hasta el 7 de septiembre de 1986. Se mantuvo en el #1 como máxima posición durante cuatro semanas consecutivas.
| Listas (1986) | Posición |
| ------------- | -------- |
| Alemania      | 1        |
| Austria       | 2        |
| Bélgica       | 1        |
| Dinamarca     | 7        |
| España        | 2        |
| Finlandia     | 11       |
| Francia       | 21       |
| Grecia        | 2        |
| Hong Kong     | 3        |
| Israel        | 1        |
| Italia        | 4        |
| Noruega       | 8        |
| Países Bajos  | 6        |
| Polonia       | 1        |
| Portugal      | 26       |
| Reino Unido   | 55       |
| Sudáfrica     | 12       |
| Suecia        | 3        |
| Suiza         | 3        |
| Turquía       | 1        |